# Цао Сюэцинь
Ца́о Чжань (кит. 曹霑, пиньинь Cáo Zhān) по прозванию Мэнжуа́нь (кит. трад. 夢阮, упр. 梦阮, пиньинь Mèng Ruǎn), писал под псевдонимом Ца́о Сюэци́нь (кит. 曹雪芹, пиньинь Cáo Xuěqín) — предполагаемый автор первых 80 глав классического китайского романа «Сон в красном тереме». О его датах жизни точных сведений нет: одни источники говорят, что он родился в 1715 году, другие указывают 1724 год. Годом смерти считают 1763 или 1764 год.

## Биография
Хотя род Цао и был китайским, но за заслуги перед династией Цин он был приписан к Чисто-белому знамени Восьмизнамённой армии. К моменту рождения Цао Сюэциня род уже пришёл в упадок, и ко времени, когда Цао Сюэцинь достиг зрелости, он жил в бедности в горной деревне близ Пекина. Будучи свидетелем отмирания феодального общества, писатель своими глазами наблюдал, как рушится уклад дворянских семей, и сам также перенёс немало невзгод. Цао Сюэциню пришлось в юности остаться без родителей, в расцвете лет потерять жену, в старости утратить детей.
Цао Сюэцинь был разносторонне талантливым человеком. Он хорошо рисовал, являлся искусным каллиграфом, знал толк в ремёслах и даже в лекарском деле, а также сочинял прекрасные стихи. В историю он вошёл своим романом «Сон в красном тереме». Когда Цао Сюэцинь создавал своё произведение, стоило ему лишь сочинить несколько глав — как кто-то брал их почитать и рукопись начинала расходиться в списках, в результате до нашего времени дошло огромное количество рукописных копий романа (несмотря на то, что объём романа сравним с объёмом знаменитого романа «Война и мир» Л. Н. Толстого).
Семья Цао была богата, его отец был даже поверенным императора. Род Цао добился успеха через военную доблесть на службе императора. Например, среди них были командующие гарнизоном, капитан войск императора и другие предки, которые так или иначе были связаны с императорами. Сам Цао Сюэцинь являлся внуком Цао Ина, который был чиновником, по делам лёгкой промышленностью на мануфактурах в Нанкине. Цао Ин был очень образован и имел солидную библиотеку. Он редактировал книги и был знаком с многими поэтами и драматургами той эпохи. Многие из них повлияли на творчество самого Цао Сюэциня.
Для рода Цао все изменилось со смертью императора, когда на трон сел другой император. Семья имела долги перед казной, на что новый император не желал закрывать глаза. В это время начинается конфискация имущества семьи, как результат политических преследований. В 1727 году семья была вынуждена переехать в Пекин, где поселилась в квартале для бедных, где Цао Сюэцинь рос в одиночестве. Через некоторое время он стал проявлять свой талант в поэзии, и многие советовали ему начать литературную карьеру. В это время он также занимался художественным искусством, но сам жил в крайней бедности.
О его образовании известно только по слухам. Как принято считать, он учился в школе для детей служивых из Восьмизнамённых войск. Дун Мин рассказывает о его экзаменах на провинциальном конкурсе 1756 года. Считается, что он был членом императорской академии, был писцом, держал винную лавку на окраине города, раскрашивал воздушных змеев, продавал собственные картины. Ему приписывается трактат о мастерстве изготовления воздушных змеев. Последние годы прожил в деревне близ гор Сяншань.
Цао Сюэцинь был женат два раза, но о первой жене ничего не известно, в то время как о второй жене известно, что её звали Фанцин. Известно только, что от первой жены у него родился сын, но он умер, и безутешный отец стал много пить, став хроническим алкоголиком. Но второй брак оказался счастливым для писателя и семья жила в мире и гармонии. Некоторые произведения автор писал именно для неё. Цао Сюэцинь прожил с Фанцин до самой своей смерти. Фанцин же очень жалела, что у неё не хватает таланта закончить «Сон в красном тереме».

## Творчество
Известный роман «Записки о камне» (переименован в «Сон в красном тереме», дописан в 1791 году Гао Э) стал одним из четырёх классических романов на китайском языке. Едва появившись на свет, роман потряс читателей из разных слоёв китайского общества. Одни переписывали его, другие проклинали, некоторые даже сжигали рукописи, а кто-то превозносил до небес, но равнодушных не было, о романе говорили все — и простолюдины, и высшие сановники. Начиная с 1760-х годов выходили в свет новые и новые печатные издания романа.
Цао Сюэцинь соединил в нём реалистический стиль из буддийской идеи об иллюзорности мира. На сегодняшний день работа состоит из 120 глав. Источником романа стала собственная жизнь автора в детстве, когда он был свидетелем жизни благородных семей. А его бедность в зрелом возрасте позволила автору больше проникнуть в суть самой жизни. «Сон в красном тереме» результат его измышлений, его уважительного отношения к искусству, что позволило ему создать роман, который считается вершиной не только китайской литературы, но и может быть причислен и к лучшим романам мировой литературы. Роман написан, когда автор уже был беден и это было своего рода возвращение в детство. Но спорным является представление об авторе в лице героя, Баоюя. Автор редактировал роман с 1740 по 1750 год, но окончательный вариант появился после смерти автора (Гао Э дописал последние 40 глав). До наших дней сбереглось 12 копий оригинала текста романа, сам же оригинал романа не сохранился. «Сон в красном тереме» был опубликован в 1791 году издателем Чэн Вэйяном и Гао Э, второе издание вышло 1792 году. Несмотря на то, что последние главы были написаны другим автором, все же стиль романа был сохранён и роман вышел как органическое целое.
Что же являет собой роман? Во-первых, перед читателем появляется целая плеяда незабываемых персонажей. Главный герой, Цзя Баоюй, представитель дворянской аристократии, но он восстает против деградирующего феодального строя, он стремится к чистой любви. Его возлюбленная, Линь Дайюй, типический персонаж представляющий слабую женщину, которая является жертвой жестокого феодального общества. Во-вторых, это красивый любовный роман. Однако, через сложную систему отношений героев автор критикует феодальную систему, её коррумпированную власть, отношения в семье и отношение в браке. Но в то же время жизнь героев — это всего лишь погоня за счастьем. Этот роман стал настолько важным, что до сих пор его исследования не прекращаются. «Сон в красном тереме» отличается глубокой психологической мотивацией поступков героев, детализированным описанием их характеров. Цао Сюэцинь добился легкости речи, которая повлияла на дальнейшие произведения. Его роман объединил высокоэстетические аспекты поэзии, театра, художественного искусства и архитектуры садов.
Кроме этого романа в 1977 году был найден сундук для хранения книг, подаренный Цао Сюэциню на его вторую свадьбу, в котором обнаружили поэму и 5 манускриптов. Два из них сложены для его второй жены Фанцин и являются инструкцией в стихах по искусству плетения.
Цао Сюэцинь — явление уникальное для китайской литературы. Именно его роман повлиял на творчество Лао Шэ и его роман «Четыре поколения одной семьи». То же можно сказать и про творчество Ба Цзиня, который наследовал жанр романа-реки для описания сюжета разных поколений семьи. В своих лекциях его также упоминал Ле Клезио.

## Картины
В 1760 году Цао Сюэцинь подарил одну из своих картин Дун Мину, который выразил своё восхищение автором в стихе. Рисование картин был одним из источников дохода Цао Сюэциня, но официально стать художником он отказался. Горы это неотъемлемая тема не только творчества Цао Сюэциня, но и всего художественного творчества Китая. Стоит вспомнить несколько картин автора: «Утонченные горы и деревья», «Бамбук и горы» и «Горы. Вид издалека».

## Родословная и автограф
В КНР исследователями института по изучению «Сна в красном тереме» были проведены обширные исследования кладбища семьи Цао, составлена её родословная, исследован дом Цао Сюэциня, на стене которого были обнаружены написанные его рукой стихи, являющиеся единственным достоверным его автографом:15,16.

## Память
В его честь в 1976 году назван кратер Цао Чжань на Меркурии.

## Биографии
- 《红楼梦新证》，周汝昌，1953 (Чжоу Жучан. Новые сведения о «Сне в красном тереме», 1953)
- 《曹雪芹的故事》，吴恩裕，中华书局，1962 (У Эньюй. История Цао Сюэциня, Издательство Чжунхуа, [Пекин], 1962)
- 《曹雪芹》，周汝昌, 1964 (Чжоу Жучан, Биография Цао Сюэциня, Издательство союза писателей, [Пекин], 1964), переиздано в 1980 издательством Байхуа под названием 《曹雪芹传》
- 《曹雪芹新传》，周汝昌，年外文出版社出版, 1992 (Чжоу Жучан, Новая биография Цао Сюэциня, Издательство книг на иностранных языках, [Пекин], 1992)